# Legfelsőbb Népi Gyűlés

Koreai Munkapárt (607 fő), Koreai Szociáldemokrata Párt (50 fő), Cshondoista Cshongu Párt (22 fő), Cshongrjon (5 fő), Független (3 fő)

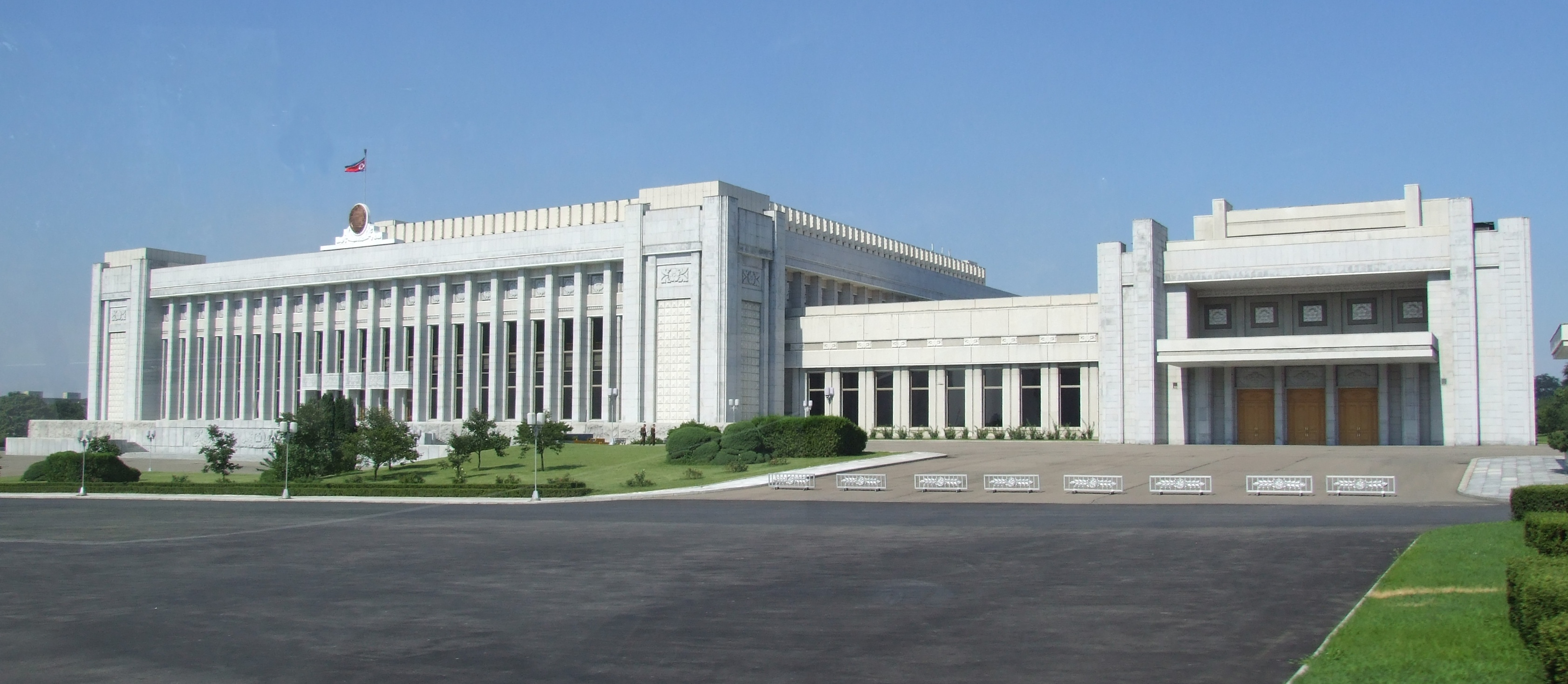
Az észak-koreai parlament épülete, a Manszude Gyűlésterem Phenjanban

A Legfelsőbb Népi Gyűlés (hangul: 최고인민회의, Cshögoinminhöi, handzsa: 最高人民會議, RR: Choegoinminhoe-ui) a Koreai Népi Demokratikus Köztársaság törvényhozási szerve, parlamentje. A parlamentben három párt között oszlanak meg a mandátumok: Koreai Munkapárt, Koreai Szociáldemokrata Párt, és a Cshondoista Cshongu Párt. A parlament mindenkori házelnöke a Legfelsőbb Népi Gyűlés Prezídiumának elnöke, 2019 óta Cshö Rjonghe.

## Elnökök listája
1. Kim Dubong (Kim Tu-bong) (1948. szeptember 8. – 1957. szeptember 20.)
2. Coj Jen Gen (Ch'oe Yong-gon) (1957. szeptember 20. – 1972. december 28.)
3. Hvang Dzsangjop (Hwang Jang-yop) (1972. december 28. – 1983. április 7.)
4. Jang Hjongszop (Yang Hyong-sop) (1983. április 7. – 1998. szeptember 5.)
5. Kim Jongnam (Kim Yong-nam) (1998. szeptember 5. – 2019. április 11.)
6. Cshö Rjonghe (Choe Ryong-hae) (2019. április 11. óta)